# أنتونيو ماكادو (محطة مترو أنفاق مدريد)

أنتونيو ماكادو (بالإسبانية: Antonio Machado)‏ هي محطة مترو أنفاق في مدريد في إسبانيا، تقع على الخط رقم 7.